# 시 (음식)
시(러시아어: щи)는 러시아의 양배추 수프이다. 러시아의 국민 음식 가운데 하나로 여겨진다. 신선한 양배추 대신 크바셰나야 카푸스타(자우어크라우트)를 넣어 만들면 "키슬리예 시(кислые щи→신 시)"로 불리고, 수영, 시금치, 서양쐐기풀 등 푸른 잎채소를 넣어 만들면 "젤료니예 시(зелёные щи→푸른 시)"로 불린다.

## 만들기
신선한 양배추 대신 크바셰나야 카푸스타(자우어크라우트)를 넣어 만들기도 하며, 둘을 함께 쓰기도 한다.
물에 월계수 잎 등을 넣고 고기를 삶아 밑국물을 낸 뒤, 고기를 꺼내고 국물은 식혀 기름을 제거한다. 채칼이나 강판 등으로 잘게 채친 당근, 잘게 깍둑썬 양파, 다진 마늘을 기름을 두른 팬에 볶아 둔다. 양배추는 토마토 페이스트 등과 함께 익혀 둔다. 밑국물에 감자, 양배추, 볶은 당근, 양파 마늘과 꺼내서 한 입 크기로 썰어 둔 고기를 넣고 끓여 내며, 딜이나 파슬리 등 허브를 넣기도 한다. 스메타나를 곁들여 먹는다.

## 같이 보기
- 보르시